# Civilized Man
Civilized Man − album muzyczny Joego Cockera wydany 1984 roku.

## Lista utworów
Strona A
1. „Civilized Man” (Richard Feldman, Pat Robinson) – 3:55
2. „There Goes My Baby” (Jerry Leiber, Mike Stoller, George Treadwell, Lover Patterson, Benjamin Nelson) – 3:47
3. „Come On In” (Bob Telson) – 3:48
4. „Tempted” (Chris Difford, Glenn Tilbrook) – 4:16
5. „Long Drag off aCigarette” (Larry John McNally) – 2:35

Strona B
1. „I Love The Night” (Troy Seals, Michael Reid) – 3:47
2. „Crazy in Love” (Randy McCormick, Even Stevens) – 3:51
3. „A Girl Like You” (Seals, Will Jennings) – 3:09
4. „Hold On (I Feel Our Love Is Changing)” (Joe Sample, Will Jennings) – 3:41
5. „Even a Fool Would Let Go” (Tom Snow, Kerry Chater) – 3:54

## Skład
- Joe Cocker – śpiew
- Mary Davis – śpiew towarzyszący
- Rob Mounsey – syntezator, fortepian
- Domenic Troiano – gitara
- Larry John McNally – gitara
- Jon Goin – gitara
- Jim Keltner – bębny
- Bob Telson – organ, syntezator, organy Hammonda, rogi
- Dave Bargeron – puzon
- Pete Bordonali – gitara
- Randy Brecker – trąbka
- Bobbie Butler – śpiew towarzyszący
- Sam Butler – śpiew towarzyszący
- James W. Carter – śpiew towarzyszący
- Cissy Houston – śpiew towarzyszący
- Paulinho Da Costa – perkusja
- Shane Keister – syntezator
- Nathan East – bas
- Jim Horn – saksofon altowy
- Dann Huff – gitara
- David Hungate – bas
- Steve Lukather – gitara
- David Paich – fortepian, organy Hammonda
- Jeff Porcaro – bębny
- Dean Parks – gitara
- Greg Phillinganes – syntezator
- Lenny Pickett – saksofon
- Zachary Sanders – śpiew towarzyszący
- Julia Tillman Waters – śpiew towarzyszący
- James Stroud – bębny
- David Tofani – saksofon
- Deirdre Tuck Corley – śpiew towarzyszący
- Starz Vander Lockett – perkusja
- Maxine Willard Waters – śpiew towarzyszący
- Luther Waters – śpiew towarzyszący
- Oren Waters – śpiew towarzyszący
- Bob Wray – bas
- Reggie Young – gitara
- Larrie Londin – bębny
- Frank Floyd – śpiew towarzyszący